# Heavy Metal Syndicate
Heavy Metal Syndicate（ヘヴィメタルシンジケート）は、JFN系列のFMラジオ局27局をネットして主に週末の深夜に放送されていた1時間のラジオ番組。1991年2月8日放送開始。2014年6月28日・29日放送終了。

## 概要
- オンエアー曲はタイトルの通りヘヴィメタル系が中心。ほとんどが海外出身アーティストの曲ではあるが、稀に日本出身アーティストの曲がかかることもある。パーソナリティはヘヴィメタル雑誌「BURRN!」の編集部の人間が担当している。新聞やタイムテーブル上では「ヘビー・メタル」「HMシンジケート」とも表記される。2010年4月10日（もしくは11日）の放送で1000回を迎えた。
- メイン司会は酒井康（ボケ）とお笑いコンビ『飛石連休』の藤井ペイジ[2]（ツッコミ）。第777回（2006年元旦：一部地域を除く）の放送を機にロックとお笑いの融合番組になった。なお、この番組での酒井と藤井のコンビ名は「素人・玄人」であるが、藤井は一切公認していない。
- ハガキ・メールのあて先案内はオリジナルのヘヴィメタルの曲にのせて案内している。2000年頃に募集をかけ、最終的に田川ヒロアキの楽曲が使用されるようになり、ハガキのあて先の紹介は2002年まで1パターンのみだったが、その後酒井は田川に作曲を依頼し、メールの宛先の紹介は3パターン存在するようになった。田川はこの宛先BGMで知名度を上げ、2009年には「LOUD PARK 09」に出演している。2012年12月にBURRN!編集部の住所変更に伴い、ハガキのあて先の歌詞が変更された（メロディはそのまま）。
- エンディングの挨拶終了後、酒井と藤井のエクストラトークを挟むが、この時の会話はお笑い業界の裏事情や駄洒落を話すことが多い（酒井と広瀬の場合は音楽業界の裏話についてが多かった）。
- 放送局などで配られている（放送局の）番組表には、提供クレジットが『各社』と書かれている場合が多い。これは曲やプレゼントを提供している各レコード会社の協力のためである。なお、番組開始の際には東芝EMIのディレクターが関わっていると最終回の際に酒井が発言している。
- 1990年代はネット局を回る公開録音が行われていた時期があった。公開録音自体は1999年秋（450回記念、広島にて）以来行われていなかったが、2010年4月3日に1000回記念の公開録音（会場は名古屋市千種区今池にあるボトムライン。名古屋での公録は3回目。ボトムラインでの公録は2回目）が行われることが決まった。なお、公開録音を行うのは恐らく最後になるだろうと番組内および公開録音当日の挨拶で酒井が述べている。
- 1曲目は時報直後に流れ、フルコーラス後にタイトルコールが流れる仕様になっており、ラジオ番組としては非常に珍しいパターンとなっている。ちなみに、第1回の1曲目はバッド・ムーン・ライジングのFull Moon Feverである[3]。
- オープニング曲（タイトルコール曲）は放送開始当時はディープ・パープルの「BURN」を使用していたが、現在は『Without Warning』の「Making Time」を使用している。エンディングテーマは「ブランデンブルク協奏曲第3番第3楽章」（J.S.バッハ作曲、かつてはムック「炎」の宣伝にも用いられたが、現在はEDのみ）。
- 2012年5月よりTwitterアカウントを取得。酒井と忍者部隊と呼ばれている番組スタッフ兼用のアカウントではあるが主に酒井が使用。最新の情報や過去に様々なミュージシャンにインタビューした時のエピソードを綴っているが、7月24日から突如HM SYNDICATEのツイートをリツイート（RT）すること禁じており、RT・お気に入り登録した者（フォロワー含む）は強制的ブロックしている。RT禁止の理由をリスナーから質問されても「自分で考えろ!」としか言わず、具体的な理由を明かさないまま、翌日に承認制にしている。承認制になった現在もプロフィールにRT禁止と記載している。余談ではあるがBURRN!のアカウントはRTに関しては禁止していない。

## 番組の終了
- 2013年10月5日・6日放送分からリニューアルし、番組紹介も「THE WORLD'S HEVIEST RADIO SHOW」（ザ・ワールズ・ヘヴィスト・レディオ・ショー）となった。これは同年9月末で株式会社バーン・コーポレーションが閉鎖され、酒井とBURRN!誌との関わりがなくなったことによるものである。ただし、番組内でBURRN!誌の宣伝（CM含む）は引き続き行われている。
- 2014年6月28日・29日放送分で、番組終了。本来は同年の3月末で終了する予定[4]だったが、関係者に慰留されたことを明かしている。結果的に23年5ヵ月の放送に幕を降ろした。

## 司会
- 酒井康

当番組のメイン司会。2006年以降に藤井とコンビを組んでからはボケに突っ走る司会進行をしている。藤井からは「酒井さん」「おっさん」と呼ばれ、体型については「アンコウ形」と呼ばれている。
- 藤井ペイジ（飛石連休）

2006年より参戦した飛石連休のツッコミ担当であり、当番組のツッコミ担当。リスナーからはよく「毎日連休」「休日出勤」等、わざとコンビ名を間違えたハガキやメールが届いている。酒井からは「師匠」と呼ばれている。ギターの腕前もかなりのもの。

### 過去に在籍していたパーソナリティ
- 広瀬和生（BURRN!二代目編集長）
- 大野奈鷹美（BURRN!副編集長）

## ネット局
- 1990年代未明 - 2004年3月は、北海道から沖縄まで全国37局ネット（FMラジオ局とAMラジオ局）で放送されていた。
- 番組が放送開始から1000回を越え、かつ20周年を迎えたのを契機に、AMラジオ局を含めたネットからFM局のみのネット（事実上のJFNネット）に統一された[5][6]（詳細後述）。
- それぞれ放送時間の早い順から記載。ただし、ネット局・放送時間は放送開始 - 最終回のもの。

| 放送対象地域   | 放送局名                                    | 放送時間               | 備考   |
| -------------- | ------------------------------------------- | ---------------------- | ------ |
| 栃木県         | エフエム栃木（RADIO BERRY）                 | 毎週土曜 24:00 - 25:00 | [ 7 ]  |
| 新潟県         | エフエムラジオ新潟（FM-NIIGATA）            | 毎週土曜 24:00 - 25:00 |        |
| 山口県         | エフエム山口（FMY）                         | 毎週土曜 24:00 - 25:00 |        |
| 鹿児島県       | エフエム鹿児島（μFM）                       | 毎週土曜 24:00 - 25:00 |        |
| 青森県         | エフエム青森（AFB）                         | 毎週土曜 25:00 - 26:00 |        |
| 山形県         | エフエム山形（Rhythm Station）              | 毎週土曜 25:00 - 26:00 | [ 8 ]  |
| 福島県         | エフエム福島（ふくしまFM）                  | 毎週土曜 25:00 - 26:00 |        |
| 石川県         | エフエム石川（HELLO FIVE）                  | 毎週土曜 25:00 - 26:00 |        |
| 三重県         | 三重エフエム放送（レディオキューブ FM三重） | 毎週土曜 25:00 - 26:00 | [ 7 ]  |
| 鳥取県・島根県 | エフエム山陰（V-air）                       | 毎週土曜 25:00 - 26:00 | [ 8 ]  |
| 岡山県         | 岡山エフエム放送（FM OKAYAMA）              | 毎週土曜 25:00 - 26:00 |        |
| 愛媛県         | エフエム愛媛（JOEU-FM）                     | 毎週土曜 25:00 - 26:00 |        |
| 高知県         | エフエム高知（Hi-Six）                      | 毎週土曜 25:00 - 26:00 |        |
| 熊本県         | エフエム熊本（FMK）                         | 毎週土曜 25:00 - 26:00 |        |
| 岩手県         | エフエム岩手（FM IWATE）                    | 毎週土曜 26:00 - 27:00 |        |
| 秋田県         | エフエム秋田（AFM）                         | 毎週土曜 26:00 - 27:00 |        |
| 静岡県         | 静岡エフエム放送（K-MIX）                   | 毎週土曜 26:00 - 27:00 |        |
| 愛知県         | エフエム愛知（FM AICHI）                    | 毎週土曜 26:00 - 27:00 | [ 9 ]  |
| 福岡県         | エフエム福岡（fm fukuoka）                  | 毎週土曜 26:00 - 27:00 |        |
| 長崎県         | エフエム長崎（Fm Nagasaki）                 | 毎週土曜 26:00 - 27:00 |        |
| 宮城県         | エフエム仙台（Date fm）                     | 毎週土曜 27:00 - 28:00 |        |
| 群馬県         | エフエム群馬（FMぐんま）                    | 毎週日曜 24:00 - 25:00 |        |
| 長野県         | 長野エフエム放送（FM長野）                  | 毎週日曜 24:00 - 25:00 |        |
| 福井県         | 福井エフエム放送（FM FUKUI）                | 毎週日曜 24:00 - 25:00 |        |
| 宮崎県         | エフエム宮崎（JOY FM）                      | 毎週日曜 24:00 - 25:00 | [ 10 ] |
| 北海道         | エフエム北海道（AIR-G'）                    | 毎週日曜 25:00 - 26:00 |        |
| 広島県         | 広島エフエム放送（HFM）                     | 毎週日曜 25:00 - 26:00 |        |

### 過去
| 放送対象地域   | 放送局名                         | 放送期間                | 備考                              |
| -------------- | -------------------------------- | ----------------------- | --------------------------------- |
| 富山県         | 富山エフエム放送（FMとやま）     | 放送開始 - 2004年3月    |                                   |
| 和歌山県       | 和歌山放送（wbs）                | 放送開始 - 2004年3月    |                                   |
| 岡山県         | 山陽放送（RSK）                  | 放送開始 - 2004年3月    | 同年4月からFM岡山へネット移行     |
| 徳島県         | エフエム徳島（FM TOKUSHIMA）     | 放送開始 - 2004年3月    |                                   |
| 佐賀県         | エフエム佐賀（FMS）              | 放送開始 - 2004年3月    |                                   |
| 沖縄県         | エフエム沖縄（FM沖縄）           | 放送開始 - 2004年3月    |                                   |
| 兵庫県         | ラジオ関西（CRK）                | 放送開始 - 2005年3月    |                                   |
| 兵庫県         | 兵庫エフエム放送（Kiss-FM KOBE） | 2005年4月 - 2008年3月   |                                   |
| 香川県         | エフエム香川（FM香川）           | 放送開始 - 2008年3月    |                                   |
| 大分県         | エフエム大分（Air-Radio FM88）   | 放送開始 - 2008年3月    |                                   |
| 北海道         | HBCラジオ                        | 放送開始 - 2011年4月2日 | 同年4月10日からAIR-G'へネット移行 |
| 茨城県         | 茨城放送                         | 放送開始 - 2011年4月2日 |                                   |
| 京都府・滋賀県 | KBS京都 KBS滋賀                  | 放送開始 - 2011年4月3日 |                                   |

2011年4月2日・3日放送分をもってAMラジオ局（HBC・IBS・KBS京都・wbs・RSK）での放送を終了。北海道に関してはAIR-G'に移行された（同局においては新規ネット）。また、茨城・京都・滋賀の3地域ではネット移行局はなし。代わりにRADIO BERRYとレディオキューブ FM三重で7年ぶりのネットが再開された。結局ネット局数の増減はない（但し事実上JFN系列番組化）が、移行局のない地域では周辺局の受信可能な地域でしか聴取出来なくなる。なお同年4月の改編により近畿地区における当番組の聴取は同地区に隣接するFMラジオ局（FM FUKUI、レディオキューブ FM三重、FM AICHI、V-air、FM OKAYAMA。地域によって受信可能な局は異なる）が受信可能な一部の地域を除き不可能となった。
上記の聴取不可になった地域は、LISMO WAVE（auの携帯電話・Android対応のスマートフォンで聴取可能なサービス）やドコデモFM（NTTドコモおよびiPhoneで聴取可能なサービス）やradikoプレミアム（2014年4月サービス開始）で聴取可能になっている。ただし、ほとんどの放送局でプロテクトが掛かっていたため、実際に放送が聞けるのはFM-NIIGATAなどわずかであった。